# 2005 UE1 (planetka)
2005 UE1 je planetka patřící do Atenovy skupiny. Spadá současně mezi objekty pravidelně se přibližující k Zemi (NEO). Její dráha však prozatím není definitivně stanovena, proto jí nebylo dosud přiděleno katalogové číslo.

## Popis objektu
Vzhledem k tomu, že byla pozorována pouze dva dny během mimořádného přiblížení k Zemi, nestihli astronomové provést spektroskopický výzkum. Proto o jejím chemickém složení není nic známo. Její průměr je odhadován na základě hvězdné velikosti a protože není známo ani albedo jejího povrchu, je proto značně nejistý.

## Historie
Planetku objevili 24. října 2005 kolem 06:13 světového času (UTC) na Lincoln Laboratory Observatory jednometrovým dalekohledem s CCD kamerou v rámci programu LINEAR astronomové M. Bezpalko, L. Manguso, D. Torres, R. Kracke, A. Milner a H. Love. Dne 26. října 2005 v 05:21 UTC prolétla rychlostí 4,72 km/s v minimální vzdálenosti 763 tis. km od středu Země. 
V uplynulém půlstoletí se planetka třikrát přiblížila k Venuši, a to v létech 1958, 1977 a 1991, v posledním případě na pouhých 1,1 mil. km. Půl roku před objevem, 19. června 2005, minula Zemi ve vzdálenosti 27 mil. km. Pak se opět vzdálila, aby se na podzim téhož roku znovu k Zemi vrátila.

## Výhled do budoucnosti
Ze znalosti současných elementů dráhy planetky vyplývá, že minimální vypočítaná vzdálenost mezi její dráhou a dráhou Země činí 266 tis. km. Nejbližší přiblížení k Zemi na vzdálenost 25,6 mil. km se očekává 28. října 2016. V tomto století dojde ještě k dalším přiblížením tohoto tělesa k Zemi, a to v letech 2021, 2032, 2043, 2049, dokonce dvakrát v roce 2060 a po jednom setkání v létech 2065, 2076, 2087 a 2092. Jednou do konce 21. století se setká s Venuší, kterou mine ve vzdálenosti 3 mil. km. Přestože patří k blízkozemním planetkám, nemůže Zemi ohrozit.